# Augustine Obiora Akubeze
Augustine Obiora Akubeze (Kaduna, 25 agosto 1956) è un arcivescovo cattolico nigeriano, dal 18 marzo 2011 arcivescovo metropolita di Benin City.

## Biografia
Ignatius Ayau Kaigama è nato a Kona il 31 luglio 1958.

### Formazione e ministero sacerdotale
Ha studiato in patria e a Roma dove ha conseguito la laurea in diritto canonico alla Pontificia Università Gregoriana.
Il 3 ottobre 1987 è stato ordinato presbitero per la diocesi di Issele-Uku. In seguito è stato vicario parrocchiale, segretario e cancelliere vescovile, vicario giudiziale, parroco, vicario generale e membro di varie commissioni.

### Ministero episcopale
Il 14 dicembre 2005 papa Benedetto XVI lo ha nominato primo vescovo della nuova diocesi di Uromi. Ha ricevuto l'ordinazione episcopale il 25 febbraio successivo nella cattedrale di Sant'Antonio a Uromi dal cardinale Anthony Olubunmi Okogie, arcivescovo metropolita di Lagos, co-consacranti l'arcivescovo metropolita di Benin City Patrick Ebosele Ekpu e l'arcivescovo Renzo Fratini, nunzio apostolico di Nigeria.
Nel febbraio del 2009 ha compiuto la visita ad limina.
Il 18 marzo 2011 lo stesso papa Benedetto XVI lo ha nominato arcivescovo metropolita di Benin City. Ha preso possesso dell'arcidiocesi il 28 aprile successivo.
Dall'aprile 2012 al 22 febbraio 2018 è stato vicepresidente della Conferenza dei vescovi cattolici della Nigeria e dal 22 febbraio 2018 al 9 marzo 2022 presidente della stessa.
Nell'aprile del 2018 ha compiuto una seconda visita ad limina.
Dal 18 aprile 2022 al 9 febbraio 2023 è amministratore apostolico della diocesi di Warri, dopo la rinuncia per raggiunti limiti di età del vescovo John 'Oke Afareha.

## Genealogia episcopale e successione apostolica
La genealogia episcopale è:
- Cardinale Scipione Rebiba
- Cardinale Giulio Antonio Santori
- Cardinale Girolamo Bernerio, O.P.
- Arcivescovo Galeazzo Sanvitale
- Cardinale Ludovico Ludovisi
- Cardinale Luigi Caetani
- Cardinale Ulderico Carpegna
- Cardinale Paluzzo Paluzzi Altieri degli Albertoni
- Papa Benedetto XIII
- Papa Benedetto XIV
- Cardinale Enrico Enriquez
- Arcivescovo Manuel Quintano Bonifaz
- Cardinale Buenaventura Córdoba Espinosa de la Cerda
- Cardinale Giuseppe Maria Doria Pamphilj
- Papa Pio VIII
- Papa Pio IX
- Cardinale Alessandro Franchi
- Cardinale Giovanni Simeoni
- Cardinale Antonio Agliardi
- Cardinale Basilio Pompilj
- Cardinale Adeodato Piazza, O.C.D.
- Cardinale Sergio Pignedoli
- Vescovo Owen McCoy, M.Afr.
- Cardinale Anthony Olubunmi Okogie
- Arcivescovo Augustine Obiora Akubeze

La successione apostolica è:
- Vescovo Donatus Aihmiosion Ogun, O.S.A. (2015)